# Ara Ketu
Ara Ketu (nach araketo aus der Yoruba-Sprache für „das Volk von Ketu“) ist eine brasilianische Musikgruppe aus Salvador da Bahia und ein Vertreter der Axé-Musik und des Sambareggae. 
Ara Ketu wurde am 8. März 1980 im Stadtteil Periperi von Salvador als ein so genannter Bloco afro gegründet und nimmt seitdem regelmäßig am Karneval von Salvador teil. Aus dem ursprünglichen großen Block entwickelte sich im Laufe der Jahre eine kleinere Formation, die die Bühnenauftritte bestreitet und die CDs aufnimmt, von denen sie jeweils Millionen verkaufen.
Zu den größten Erfolgen von Ara Ketu gehören unter anderem Hits wie "Mal Acostumada", "Pipoca", "Mare de Emocao" und "Cheguei Pra Balancar".

## Diskographie
- Ara Ketu (1987, noch als Bloco afro, ebenso die folgende LP)
- Contos de Benin (1988)
- Ara Ketu (1992, ab hier alle als CD)
- De Periperi (1993)
- Bom Demais (1994)
- Dez (1995)
- Dividind Alegria  (1996)
- Prá Lá de Bom (1997)
- Ao Vivo (1998)
- Ara Ketu e o Povo ao vivo de novo (1999)
- Vida a Banda Ara Ketu (2000)
- Ara Ketu (2001)
- Ensaios do Ara Ketu (2002)
- Obrigado a Você (2003)
- 25 Emoções (2004)
- Ara Ketu 2005 (2005)